# Mario Kempes
Mario Alberto Kempes Chiodi (Bell Ville, 15 juli 1954) is een Argentijns voormalig profvoetballer. Hij speelde als aanvaller voor onder andere River Plate, Valencia en het Argentijns voetbalelftal. De bijnaam van Kempes luidde De Matador.

## Clubvoetbal
Kempes begon zijn loopbaan als profvoetballer in eigen land bij Instituto Atlético Central Córdoba (1971-1973). Vervolgens kwam hij via Rosario Central (1974-1976) bij het Spaanse Valencia (1976-1981). Bij deze club won Kempes de Copa del Rey (1979), de Europacup II (1980) en de UEFA Super Cup (1980). Bovendien veroverde de aanvaller in 1977 en 1978 de Trofeo Pichichi, de prijs die jaarlijks wordt toegekend aan de topscorer van de Primera División. In het seizoen 1976/77 scoorde hij vierentwintig doelpunten en de jaargang 1977/78 trof Kempes achtentwintig keer doel. Na zijn periode bij Valencia begon Kempes aan een ware zwerftocht als profvoetballer langs River Plate (1981-1982), nogmaals Valencia (1982-1984), Hércules (1984-1986), de Oostenrijkse clubs First Vienna (1986-1987), Sankt Pölten (1987-1990) en Kremser SC (1990-1992), de Chileense club Fernández Vial (1995) en het Indonesische Pelita Yaya (1996).

## Nationaal elftal
Kempes speelde drieënveertig interlands voor Argentinië, waarin hij twintig doelpunten maakte. Hij nam met zijn land deel aan de WK's van 1974, 1978 en 1982. Het WK 1978 in eigen land was voor Kempes het meest succesvol met de wereldtitel en de Gouden Schoen als topschutter van het toernooi met zes doelpunten.

## Voetballer van het Jaar
In 1978 werd Kempes verkozen tot Zuid-Amerikaans Voetballer van het Jaar. Bovendien werd de Argentijn vermeld in de door Pelé in maart 2004 opgestelde Lijst FIFA 100 beste spelers.

## Latere loopbaan
Kempes is tot plm. 2003 als trainer werkzaam geweest. Daarna werd hij voetbalcommentator voor ESPN Deportes, de Zuid-Amerikaans Spaanse sportzender van dit concern. Ook spreekt hij commentaren in voor FIFA-voetbalspellen, o.a. FIFA 22.

## Erelijst
Valencia
- Copa del Rey: 1978/79
- Europacup II: 1979/80
- Europese Supercup: 1980

 River Plate
- Primera División: 1981 Nacional

 Pelita Jaya
- Galatama: 1993/94

 Argentinië
- Wereldkampioenschap voetbal: 1978

Individueel:
- Topscorer Primera División: 1977, 1978
- Gouden Bal: 1978
- Gouden Schoen: 1978
- Argentijns voetballer van het jaar: 1978
- Zuid-Amerikaans voetballer van het jaar: 1978
- FIFA 100: 2004